# Ryszard Wolny
Ryszard Marcin Wolny (* 24. března 1969 Racibórz, Polsko) je bývalý polský reprezentant v zápase, specializující se na zápas řecko-římský.

## Kariéra
V letech 1988 až 2004 startoval na pěti olympijských hrách. V roce 1996 v Atlantě vybojoval ve váhové kategorii do 68 kg zlatou olympijskou medaili. Při své olympijské premiéře v roce 1988 v Soulu vypadl v kategorii do 57 kg ve druhém kole, v roce 1992 v Atlantě v kategorii do 68 kg obsadil 7. místo, stejně jako v roce 2000 v Sydney, zde již v kategorii do 69 kg. V roce 2004 v Athénách završil svoji olympijskou účast 17. místem v kategorii do 66 kg
V roce 1990 vybojoval na mistrovství světa bronzovou medaili v kategorii do 62 kg. V roce 1989 zvítězil na mistrovství Evropy v kategorii do 62 kg. V roce 1995 vybojoval stříbro v kategorii do 68 kg, v roce 1999 v kategorii do 69 kg. V roce 1990 vybojoval bronz v kategorii do 62 kg.